# John Paine
Pour les articles homonymes, voir Paine.
John Bryant Paine, né le 8 avril 1870 et mort le 2 août 1951, est un ancien tireur américain. Il a participé aux Jeux olympiques d'été de 1896 à Athènes.
Paine est inscrit aux trois épreuves de tir au pistolet des Jeux de 1896 mais ne participe qu’à une seule d’entre elles. Il est forfait, avec son frère aîné Sumner, au tir au pistolet feu rapide à 25 m car leurs armes ne sont pas du calibre approprié et il refuse les armes des tireurs grecs..
Les frères Paine utilisent des revolvers Colt dans les épreuves de pistolet. Ces armes sont supérieures à celles utilisées par leurs adversaires et les deux frères ont peu de difficulté à remporter les deux premières places du tir au pistolet d'ordonnance à 25 m. Sumner termine deuxième avec 380 points en 23 coups (sur 30 tirs) derrière John avec 442 points en 25 coups. Le concurrent suivant se contente de seulement 205 points.
John ne dispute pas l'épreuve suivante pour ne pas embarrasser les tireurs grecs, son frère Sumner remporte le titre sur l'épreuve libre à 30 m avec 442 points (le même total que son frère à l'épreuve à 25 m). Il réalise ce score avec un coup de moins (24). Son second se contente cette fois-ci de 285 points.

## Palmarès

### Jeux olympiques d'été
- Jeux olympiques de 1896 à Athènes ( Royaume de Grèce)
  -  Médaille d'or au pistolet d'ordonnance à 25 m
  - Ne concourt pas au pistolet feu rapide à 25 m, son arme n’est pas conforme et il refuse les armes des tireurs grecs
  - Forfait au pistolet à 30 m

## Sources
- (en) Cet article est partiellement ou en totalité issu de l’article de Wikipédia en anglais intitulé « John Paine (sport shooter) » (voir la liste des auteurs).